# Franken Bräu

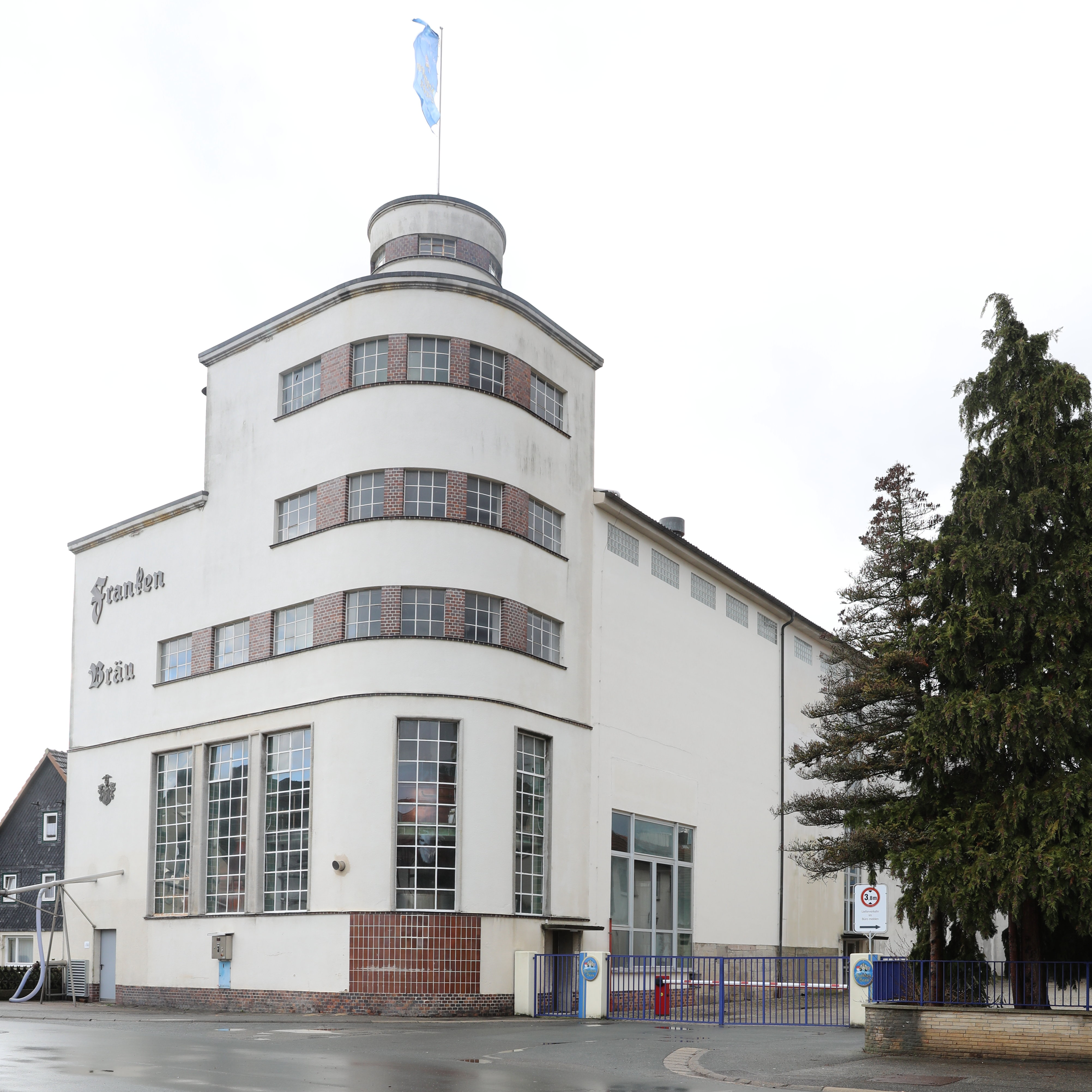
Sudhaus

Die Franken Bräu Holding GmbH ist eine Bierbrauerei in Neundorf (Markt Mitwitz) im Frankenwald in Bayern.
Die Geschichte der Brauerei begann 1520 mit dem Braurecht in einem Mitwitzer Bauernhaus. Das Absatzgebiet der Franken Bräu weitete sich schnell in die benachbarten Herrschaftsgebiete (Sachsen-Coburg-Gotha, Meiningen, Thüringen) aus. Nach dem Zweiten Weltkrieg verlor die Brauerei gut 70 Prozent ihres Absatzmarktes. Neuer Inhaber war ab 2015 ist Rainer Mohr, der das Unternehmen von der Inhaberfamilie Bauer (Lorenz und Elisabeth Bauer) gekauft hatte. Anfang Mai 2021 stellte das Unternehmen beim zuständigen Amtsgericht einen Insolvenzantrag. Grund hierfür soll unter anderem ein Imageverlust und Kosten einer Rückrufaktion aus dem Sommer 2019 sein.
Die Brauerei stellte folgende Biersorten selbst her: Pilsner, Festbier, Kellerbier, Schwarzbier, Märzen, Urhell, Urtrunk, Helles, Weißbier, Radler, NaturRadler. Saisonal gab es ein Bockbier und ein Winterbier.